# الاكمه الحمراء (إب)

تعديل مصدري - تعديل

الاكمه الحمراء محلة تابعة لقرية السهلة، التابعة لعزلة بلادشار بمديرية إب إحدى مديريات محافظة إب في الجمهورية اليمنية.، بلغ تعداد سكانها 63 حسب تعداد اليمن لعام 2004.